# Рейки
Рейки (от яп.: 霊気) е духовна практика, разработена през 1922 г. от японския будист Микао Усуи, която по-късно е възприета от учители, представящи различни традиции.
Използва техника, често наричана полагане на длани или полагане на ръце като форма на комплементарна терапия и понякога е класифицирана като източна медицина от някои медицински организации. Практикуващите рейки вярват, че чрез тази техника прехвърлят („дават“) „универсална жизнена енергия“ (наричана рейки) под формата на ци. Отдаването на рейки става чрез дланите, което ѝ позволява да се ползва за самолечение и определено състояние на социален еквилибриум. Според практикуващите рейки трансферирането ѝ към пациент повишава неговото благополучие.
Излизайки извън Япония, рейки практиката добива широка популярност в Европа и САЩ.

## История

### Произход на името
Името Рейки идва от Японските йероглифи Рей (霊, означаващ „вселена“, „дух“, „душа“) и Ки (също и Чи) (気, означаващ „енергия“, „живот“). Прието е да се превежда като „Универсална жизнена енергия“.
Рейки транслитерира японското словосъчетание Reiki 霊気 и се използва както като съществително, така и като прилагателно име. Друг превод на Рейки е „лекуваща енергия от космоса“. Прието е да се превежда като „Универсална жизнена енергия“.

### Произход
През 1922 г., след 21-дневно уединение за пост, молитва и медитация в планината Курама, Д-р Микао Усуи (臼井甕男) открива Рейки. Усуи казва, че е получил знанието за Рейки, както и духовната сила да прилага тази енергия и да инициира, да „настройва“ и другите към нея.
През април 1922 г. Усуи се премества в Токио и основава Usui Reiki Ryoho Gakkai (Усуи Организация на Рейки Лечителите).
В процеса на разработване на своята Рейки система, Усуи събира и адаптира древната мъдрост от японските етични, духовни и лечителски традиции. Неговите най-популярни пет етични принципа, превърнали се по-късно в Рейки Принципи (на японски „Gokai“) са:
- Точно днес, не се гневи.
- Точно днес, не се тревожи.
- Уважавай родителите си, учителите си и по-възрастните.
- Изкарвай прехраната си честно.
- Бъди благодарен за всичко.[9]

Усуи обучава в Рейки повече от 2000 ученици. 16 от тях успяват да достигнат до Шинпиден (Shinpiden) нивото, което е еквивалент на трето или мастерско ниво на Запад.
Усуи умира през 1926 г.

## Развитие на Рейки системата
Чуджиро Хаяши (Chujiro Hayashi), бивш ученик на Усуи, след смъртта на учителя си напуска неговата школа и сформира свое сдружение. Хаяши опростява Рейки учението и поставя акцент върху физическото лечение. Той опростява и систематизира и техниките на Рейки.
Хаяши инициира и обучава Хауайо Таката, (Hawayo Takata), която пътува из САЩ, като практикува Рейки и обучава хора в първите две нива от системата.
През 1976 г. Таката започва да обучава и в Шинпиден нивото (трето ниво) и въвежда термина Рейки Мастер за това ниво.
Таката почива през 1979 г., като дотогава успява да обучи 22 Рейки Мастери. Почти всички Рейки школи извън Япония произтичат от традицията на Таката.

## Учение
Според своите привърженици, рейки е универсална жизнена енергия, която може да бъде използвана и с лечебен ефект. Всеки може да получи достъп до тази енергия посредством процеса на иницииране, настройване, извършено от Рейки Мастер.
Привържениците на рейки твърдят, че това е холистична терапия, която постига лечение на физическо, ментално, емоционално и духовно ниво. Вярва се, че Рейки енергията протича през тялото и ръцете на лечителя и достига реципиента или местата, нуждаещи се от енергия или лечение.
Второ ниво изисква по-различно иницииране и дава умението за извършване на Рейки лечение от разстояние. Този метод включва използването на символи, чрез които да бъде осъществена временна връзка между лечителя и реципиента. Рейки може да бъде изпращана и в конкретни моменти от времето, както в миналото, така и в бъдещето.

## Практика
Обичайната Рейки процедура включва цялото тяло, но Рейки може да се отдава и само на отделни позиции. При цялостната процедура получателят е легнал, в отпуснато състояние, като дрехите е най-добре да са удобни и да не пречат на релаксирането. Лечителят или практикуващият Рейки може да отдели няколко момента, за да изпадне в медитативно или просто спокойно състояние и да се подготви за процедурата.
Самата процедура включва поставянето на ръцете на практикуващия на точно определени позиции върху тялото на реципиента, като ръцете може и да нямат допир с тялото, а да стоят на няколко сантиметра от него. Обикновено ръцете се задържат между 3 и 5 мин. на една позиция, а цялата процедура трае между 45 и 90 мин.
Най-забележимият незабавен ефект от процедурата обикновено е състоянието на дълбока релаксация, както и приливът на сила и енергия. В някои случаи може да се появи и освобождаване на емоции. Реципиентите често споделят усещане за затопляне или леко изтръпване на третираното място, без значение дали ръцете на практикуващия са в допир с мястото или са на разстояние от него.
Твърди се, че Рейки процедурата стимулира естествените лечебни процеси, затова обикновено не се наблюдава моментално „излекуване“ на специфичните здравословни проблеми. За лечението на хронични състояния се препоръчва серия от три или повече процедури на интервали между 1 и 7 дена.

## Обучение/Рейки курсове
Рейки обучението извън Япония най-често е разделено на три нива или степени.

### Първо ниво
Рейки курса за Първо ниво въвежда в основните теории и процедури, като продължителността му обикновено, но не задължително, е два дни. Учениците научават позициите на поставяне на ръцете при Рейки процедурата. След завършване на този курс, участниците могат да практикуват Рейки върху себе си и другите.

### Второ ниво
В Рейки курса за Второ ниво ученикът научава трите символа, за които се смята, че увеличават силата и разстоянието на въздействие на Рейки. Дава се още едно иницииране, което увеличава капацитета на ученика да пропуска през себе си Рейки. След завършване на този курс, ученикът може да работи без да присъства физически до реципиента.

### Трето или Мастер ниво
Чрез третата степен ученикът става Рейки Мастер. (В терминологията на Рейки думата „Мастер“ не предполага духовно просветление). Дава се допълнително иницииране, както и символ за това ниво. Рейки Мастерът може да инициира други хора в Рейки, както и да ги обучава в трите Рейки нива. Трето ниво може да се вземе за един ден или за една година, в зависимост от дадената школа и философията на нейния Рейки Мастер.